# Красная Слобода (Быховский район)
Красная Слобода́ (бел. Красная Слабада), дореволюционное название Узники — агрогородок в составе Краснослободского сельсовета Быховского района Могилёвской области Республики Беларусь.
Является административным центром Краснослоблодского сельсовета.

## История
В 1865 году в составе Потеряевской волости Быховского уезда Могилевской губернии. В 1913 году действовала школа.

## Население
- 2010 год — 392 человека
- 2019 год — 349 человек